# Frösslunda
Frösslunda ist ein zur Gemeinde Mörbylånga gehörendes Dorf auf der schwedischen Ostseeinsel Öland.
Das weniger als 50 Einwohner (Stand 2005) zählende Dorf liegt im Südteil der Insel und ist nur von der östlichen Küstenstraße über zwei von Norra Kvinneby aus nach Westen führende Straßen zu erreichen. Direkt westlich des Dorfes liegt das Stora Alvaret, eine weitläufige, karge Alvarlandschaft.
Der Name des Dorfs könnte mit der Silbe Frö auf den Gott Frey (Freyr) oder die Göttin Freya verweisen während "Lund" Wald oder Hain bedeutet und somit heidnischen Ursprungs sein.
An der nördlichen Zufahrt zum Dorf überspannt eine Bogenbrücke den Frösslundabach. Südlich des Dorfes liegt das Moor Frösslundamossen. Westlich des Orts befindet sich eine kleine Erhebung auf der sich mehrere alte, aus Kalkstein gebaute Kartoffelkeller befinden. Von der Anhöhe bietet sich eine weite Sicht über das Stora Alvaret und das Moor. In Frösslunda steht auch eine der für Öland typischen Windmühlen.